# PLS (Dateiformat)
Das proprietäre Dateiformat PLS wird zum Speichern von Wiedergabelisten (englisch playlists) verwendet. 
Es hat dieselbe Syntax wie das  Windows .ini-Dateiformat, ist also ein plain-text-basiertes Dateiformat, und kann daher mit jedem  Texteditor erstellt bzw. bearbeitet werden.
Das Format wird von vielen gängigen Audio-Playern unterstützt, wie z. B. Winamp oder iTunes.

## Dateiaufbau
Eine Beispiel-PLS-Datei ist:
```
 
[playlist]

 
NumberOfEntries
=
3

 
File1
=
http://streamexample.com:80

 
Title1
=
My Favorite Online Radio

 
Length1
=
-1

 
File2
=
http://example.com/song.mp3

 
Title2
=
Remote MP3

 
Length2
=
286

 
File3
=
D:\Eigene Musik\album.flac

 
Title3
=
Local album

 
Length3
=
3487

 
Version
=
2

```

Es wird zwischen Groß- und Kleinschreibung unterschieden. Die Länge wird in Sekunden angegeben. Ist die angegebene Länge kleiner als die tatsächliche Länge, wird sie nicht beachtet. Setzt man sie auf −1, wird sie ebenfalls ignoriert.
Alle Pfade werden entsprechend der jeweiligen Betriebssystems-Konvention angegeben. Daher wird unter unixoiden Betriebssystemen als Verzeichnistrenner ein (nach rechts geneigter) Schrägstrich (englisch slash) (/) verwendet, unter Windows-Systemen ein nach links geneigter Schrägstrich (Rückstrich) (englisch Backslash)(\).